# Nacionalisme sard
|  | «Sardisme» redirigeix aquí. Si cerqueu els mots manllevats del sard, vegeu «Sard#Sardismes». |

La bandera dels quatre moros, bandera tradicional i nacional de Sardenya.

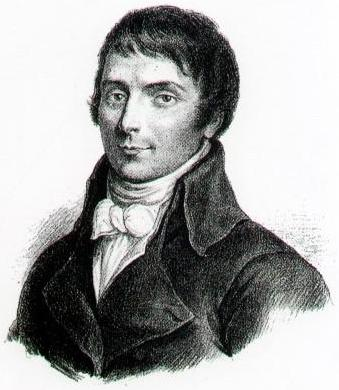
Giovanni Maria Angioy, considerat per molts nacionalistes sards Babai Mannu, gran pare de la pàtria.

El sardisme o nacionalisme sard (sard: sardismu o natzionalismu sardu) és un corrent social, cultural i polític que proposa el reconeixement de Sardenya com a nació, bé amb una gran autonomia dins una Itàlia federal o bé com a estat independent.

## Orígens històrics
Els diferents autors nacionalistes sards han destacat el tarannà resistent del poble sard als invasors. S'hi donà l'original cultura dels nurags (vers el primer mil·lenni) i van presentar una forta resistència a la incorporació a l'Imperi Romà iniciada el 259 aC i que no es considerà definitivament sotmesa fins a la invasió de Juli Cèsar, el 40 aC. Els colonitzadors anteriors (grecs, fenicis i cartaginesos) no passaren de la creació d'establiments costaners.
Durant l'alta edat mitjana s'hi formaren els judicats, organitzacions locals encarregades de la defensa contra els invasors musulmans. De fet, alguns d'aquests (com el jutjat d'Arborea) actuaren com a estats semiindependents, però no aconseguiren formar un estat nacional unificat. La Corona d'Aragó els va incorporar al seu reialme en el segle xiii, i posteriorment passarien a l'Imperi Espanyol (segle xvi). Vers el 1717, en virtut del tractat de Londres, Sardenya passà a poder de Víctor Manuel II de Savoia. Savoia des d'aleshores s'anomenarà Regne de Sardenya. Tot i el nom del nou reialme, el centre del poder es trobava al Piemont, i Sardenya hi fou tractada com una colònia.

## La revolta d'Angioy
Durant el segle xviii, es formaren diversos grups antipiemontesos. Per una banda, el dels nobles locals, que tenia un tarannà antifiscal; el dels pagesos i pastors, en canvi, tenia un tarannà antifeudal i poc organitzat; la burgesia mercantil i els intel·lectuals tenien un tarannà republicà i, en alguns casos, apostava per l'independentisme, emmirallats en la República de Còrsega i el lideratge de Pasquale Paoli. La primera revolta sarda de caràcter nacional esclatà aprofitant les invasions franceses del 1792 i 1793, quan els istamentos aprofitarien l'avinentesa per a presentar un memorial al rei piemontès reivindicant més autonomia. Com que aquest ho va rebutjar, el 30 d'abril del 1793 esclatà la revolta. El 13 de gener del 1796, Giovanni Maria Angioy es posà de part dels insurrectes i va expulsar el virrei amb suport anglès, però el 16 de juny hagué de marxar del país, que va tornar a caure en mans dels terratinents piemontesos. El 1800, intentaria novament ocupar Sardenya, però fracassà.
Tot i que en cap moment es va proclamar la independència de Sardenya, molts historiadors han considerat aquest moment com el naixement del nacionalisme sard modern. La figura d'Angioy ha estat sovint reivindicada i en aquesta revolta es va compondre l'himne nacional sard de Francescu Ignaziu Mannu, Su patriotu sardu a sos feudatàrios. Aquest sentiment va augmentar des del 1847, quan foren abolits els darrers vestigis d'autonomia sarda.

## Unificació italiana i primeres demandes d'autonomia
El 1848, es formà un corrent de denúncia contra la imposició d'una legislació uniforme a tot el Regne del Piemont-Sardenya, expressada en la producció publicista de personatges pertanyents als corrents democràtics i republicans del liberalisme, com Federico Fanu, Gian Battista Tuveri i G. Scotto Pintor. En llurs opuscles, aquesta tendència advocava per una autonomia insular amb parlament propi, que li permetés engegar el seu propi procés de modernització econòmica, per tal de no caure en la colonització, i protegir l'economia ramadera en nom dels interessos sards. L'anomenada qüestió sarda (Tuveri, 1867) es definia així en termes econòmics i administratius, i aspirava a un federalisme poc definit a escala italiana. Un altre corrent, alhora, reclamava la modernització econòmica de l'illa, però sota control sard. Des del 1860-1870, va tenir més influència política en comptar amb el suport de polítics sards de renom com Giorgio Asproni, o pel ministre d'agricultura, Francesco Cocco Ortu, i se sumà a les demandes d'altres regions italianes meridionals, tot configurant-se com una part de l'anomenada qüestió meridional. També ho va veure així el sociòleg comunista Antonio Gramsci.
La demanda d'autonomia es basava en criteris econòmics: aconseguir que el major nombre de recursos restin en mans sardes amb plena capacitat per a redistribuir-los. Mercè a la pressió dels diputats sards a Roma, a finals del segle xix, s'adoptaren algunes mesures especials per a Sardenya, com la primera llei especial del 1897. També es produïren, durant el 1890, mobilitzacions per aconseguir un port franc per a Sardenya que li permetés millorar les exportacions, sobretot les de formatge de cabra. Però la necessitat del control dels recursos implicava també que les elits locals disposessin de més mitjans per a incrementar llur domini clientelar sobre l'interior de l'illa. El 1914, poc abans de començar la Primera Guerra Mundial, se celebraria a Roma un Congrés de tota l'elit política de Sardenya per tal de demanar al govern central més recursos. Els escassos resultats de les lleis especials ja provocaven aleshores que els publicistes socialistes i republicans reivindiquessin un antiproteccionisme i un meridionalisme que denunciava la marginació sarda.

## El primer sardisme (1914-1945)
L'esclat de la Primera Guerra Mundial (1914-1918) canviaria radicalment el panorama polític sard. Les autoritats italianes formaren la Brigada Sàsser, formada exclusivament per sards, que fou enviada com a tropa de primera línia al front. Es calcula que durant el conflicte hi moriren 200.000 sards, 30.000 d'ells de la Brigate Sassari. Els oficials, reclutats entre els petits burgesos i els professionals liberals, en acabar la guerra n'esdevingueren líders polítics, com Emilio Lussu, Attilio Deffenu i Davide Cova. Cap al 1919, la Brigada fou desmobilitzada, i els excombatents organitzaren l'Associació Nacional d'Excombatents. En el III Congrés d'Excombatents, realitzat a Macomer el 1920, van rebutjar tant el socialisme com el liberalisme, hi destacaven les tendències republicanes, regionalistes i partidaris de l'autonomia política.

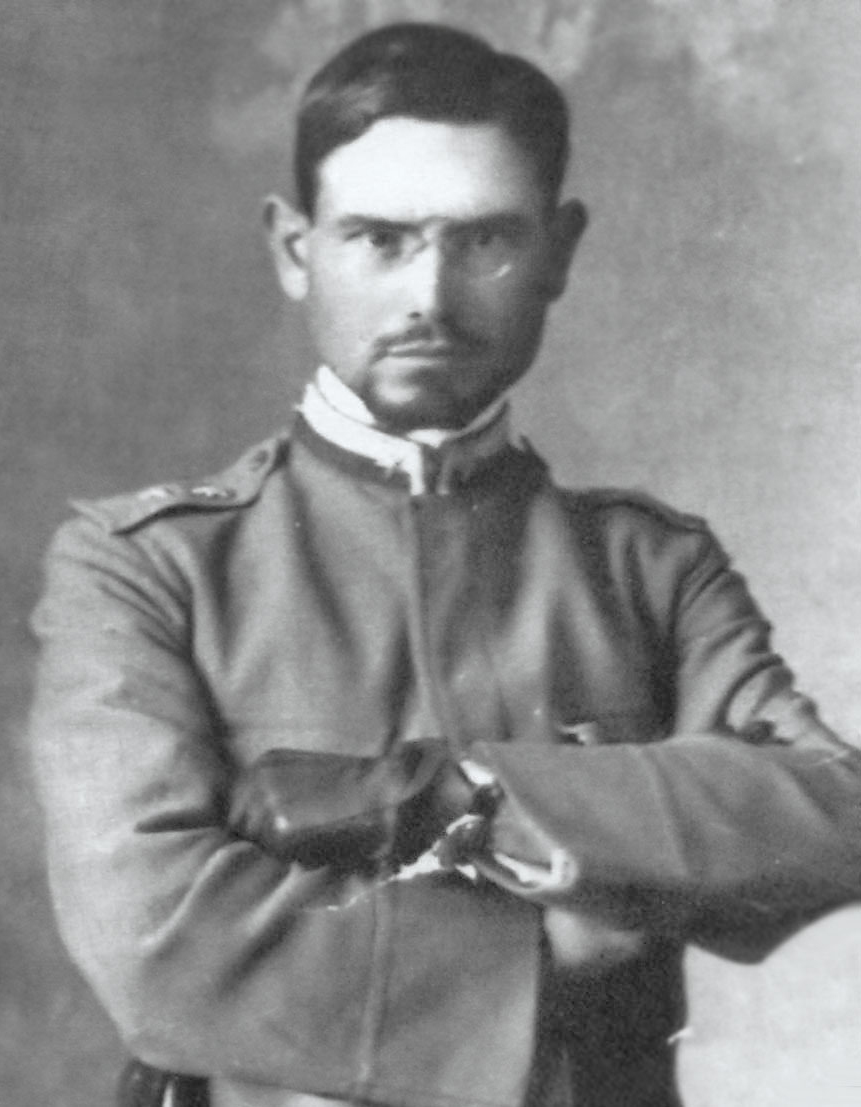
Emilio Lussu, un dels fundadors del PSAZ.

L'octubre del 1920, es formaria el Partit Sard d'Acció (PSAZ) amb dos grups dirigents, l'un a Sàsser, format per Camillo Bellieni (radical-progressista) i Luigi Battista Puggioni (partidari d'una federació de pobles mediterranis), i l'altre a Càller, format per Lionello De Lisi (sindicalista revolucionari) i Emilio Lussu, formats a partir de la Federació Regional d'Excombatents. Tenia d'antuvi 500 membres i dos periòdics, i a les eleccions d'aquell mateix mes va obtenir 21 escons de 40 a Sàsser i un bon resultat a Càller, tot augmentant el nombre d'afiliats a vora 50.000. Però, el maig del 1921, el primer ministre Giolitti va dissoldre la Cambra i va convocar noves eleccions sobre circumscripcions regionals.
Els primers dirigents del PSAZ estaven units per un programa d'inspiració populista que pretenia fer reformes socioeconòmiques sobre la base d'un cooperativisme, la defensa de la petita producció, l'economia agrària i ramadera, l'autonomia administrativa i política basada en els ens locals, dins una reestructuració de l'estat italià que resolgués la qüestió meridional oferint una via definitiva per al desenvolupament econòmic sard i acabant amb el proteccionisme duaner culpable que el sud fos un mercat captiu del nord. Mantenia, alhora, una certa tendència antiobrera, ja que oposava el meridionalisme camperol amb el socialisme obrer.
Tot i que, tant en Bellieni com en Egidio Pilia, autor de l'opuscle Autonomia sarda. Basi, límiti, forma (1920), hi ha elements de reivindicació ètnica, el PSAZ no concebia Sardenya ni com a nació ni com a minoria nacional (article 2 dels estatuts del partit, vigents fins al 1948), sinó que es fixà com a objectiu l'autonomia política, econòmica i administrativa de Sardenya dins la unitat de la nació italiana. Lussu i Bellieni consideraven Sardenya com una nació avortada que no havia arribat a desenvolupar-se, i que per això calia la plena assimilació nacional i cultural dins Itàlia. Ni la llengua ni la cultura sardes eren reivindicades de manera substancial, malgrat ser considerades vagament com a elements fonamentals d'una etnicitat diferenciada, l'existència de la qual no se sent amenaçada. La propaganda del PSAZ estava escrita totalment en italià, i només s'emprava el sard en la propaganda oral. En els referents exteriors, nogensmenys, es feia referència esporàdicament a Irlanda i a Catalunya, així com un utòpic projecte de Federació Mediterrània de Regions Lliures (Països Catalans, Occitània, Còrsega i Sardenya). Però, alhora, condemnava qualsevol tendència secessionista. Mantingué contactes amb altres forces polítiques regionalistes sorgides arreu d'Itàlia a partir de les Federacions Regionals d'Excombatents, com el Partit Molisà d'Acció i d'altres similars a Puglia, Abruzzi, Ligúria, Piemont, Calàbria i Sicília. En les eleccions legislatives italianes del 1921, el PSAZ va obtenir el 28,8% dels vots sards i 4 escons, amb suport sobretot a les zones rurals de petita i mitjana propietat i economia pastoral.
El PSAZ es va dividir en dues tendències, la federalista-marxista, que rebia el suport d'Antonio Gramsci i la independentista. El 1923, hi havia hagut contactes entre el Partit Nacional Feixista i el PSAZ per integrar-se a canvi d'assumir alguns punts de vista de reivindicació autonòmica. Una part del PSAZ (els anomenats sardofeixistes) van ingressar al PNF, i l'altre, dirigida per Lussu, es presentà a les eleccions amb les sigles del partit. En les eleccions del 1924, tot i l'auge del feixisme, van aconseguir el 16,3% dels vots i 2 escons contra el 66,3% dels feixistes. El desembre del 1925, però, Benito Mussolini va ordenar la dissolució del partit i l'empresonament dels seus líders, la majoria dels quals marxaren a París. Giovanni Battista Tuveri dirigí les restes del partit a l'interior i Lussu organitzà a París el Partit d'Acció amb altres forces antifeixistes.
Després d'uns anys d'inactivitat, a la tardor del 1943, es presentà novament el PSAZ, cosa que provocaria l'enfrontament entre els líders vinguts de l'exili i orientats cap a l'esquerra, com Lussu, i els que continuaven fidels al missatge populista dels anys 20, com Luigi Puggioni, Sotgio i Giovanni Battista Melis, que havien radicalitzat al límit el missatge autonomista en un quasi confederalisme. Alhora, el 1943, es fundaria un Partit Comunista de Sardenya (PCS), marxista leninista dirigit per Antonio Cassetta, qui reclamava la fundació d'una República d'Obrers i Camperols, però des del 1945 fou combatut i finalment absorbit pel PCI, que l'acusava de separatista. El mateix any, també es fundà la Lega Sarda, obertament independentista, fundada per Bastià Parisi, qui tenia el suport de Bellieni i mantenia contactes amb el Moviment Independentista Sicilià.

## Autonomisme i integració política
El 1948, es va aprovar un estatut especial per a Sardenya, i en les eleccions del 1949 es va escollir per primer cop el Consell Regional de Sardenya. El PSDAZ s'hi presentà dividit: el sector nacionalista va obtenir el 10,4% dels vots i 7 escons, mentre que Lussu es presentà amb el Partit Sard d'Acció Socialista, i va obtenir el 6,6% i 3 escons. Tots els partits van fer gala de sardisme (DCI, PSI, PCI), però a la llarga l'autonomia restaria inoperant.
Des del 1948, el PSAZ veurà diluïda la seva personalitat progressivament, perdrà vots i suport dels grups socials que en els anys 20 li van donar suport, i esdevindrà un apèndix insular de la DCI en la gestió dels governs regionals, ja que participarà en molts d'aquests durant la dècada dels 50 al 60, i sovint es presentarà en coalició amb formacions centristes. Els seus votants es trobaran entre petits i mitjans propietaris a les zones agrícoles i ramaderes, ja que la defecció de Lussu li restà bona part de la base electoral urbana.

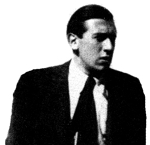
Antoni Simon i Mossa.

## Aparició del nou radicalisme sard
Durant els anys 60, dins el PSAZ, que electoralment arribaria a tocar fons, començarà a manifestar-se amb força un corrent independentista, dirigit per Michele Columbu, cap del sindicat de pastors Associazione Regionale de Pastori e Allevatori Sardi (ARPAS), de caràcter independentista, i Antoni Simon i Mossa (1916-1971), padovà d'origen alguerès, cap del Centre d'Estudis Algueresos, començà a assumir bona part dels postulats de la nova generació de sardistes d'esquerres dels anys 60. Reinterpretà alguns arguments avançats per Bellieni i reformulà el missatge autonomista tradicional.
Mossa va introduir una nova teorització nacionalista basada en la reconstrucció de la identitat ètnica de Sardenya, definida com a comunitat ètnica amb història, llengua i cultura pròpies, en perill de desaparició i assimilació. La solució per acabar amb la colonització italiana seria la via sarda al socialisme, més cooperativista i proudhoniana que no pas marxista, i la independència tot seguint els models d'alliberament del Tercer Món, Irlanda, Euskadi o Catalunya, per tal de formar després una federació europea de comunitats ètniques, on Sardenya podria recuperar una relació privilegiada amb Catalunya i Còrsega (herència de l'antic mediterranisme), així com amb les noves nacions araboafricanes, com l'Egipte de Gamal Abdel Nasser.
Amb aquestes premises, el 1964, se separà del PSAZ per fundar el Muvimentu Indipendentistigu Revolussionariu Sardu (MIRSA), i el 1966 el grup de caràcter clandestí Sardigna Libera. Amb aquests, va prendre força i seguidors al PSAZ, i configurà així una línia independentista dins el partit, però el XVI Congrés del PSAZ a Càller, del 1968, no aconseguí imposar-se a la línia autonomista oficialista, tot i que la va moure a adoptar posicions gairebé confederalistes. D'ací s'esdindiria una fracció dretana, el Movimento Sardista Autonomo (MSA), que el 1969 s'integraria dins el PRI. Sí que aconseguirien, però, que el partit orientés les seves aliances polítiques cap a l'esquerra, sobretot quan la secretaria general va caure en mans de Michele Columbu, el 1971. El 1968, endemés, es formaria un Frente Revolussionariu Sardu (FRS), més radical i d'inspiració castrista.
Durant els anys seixanta, també naixeria un nou corrent sardista de nova generació, que se situava al marge de la tradició del PSAZ. Elaborà un missatge inequívocament nacionalista, en què els aspectes culturals, la reinterpretació de la història i la reivindicació lingüística de la llengua sarda hi tenen un paper fonamental; també tenen una orientació política decididament situada a l'extrema esquerra anticolonial. El principal fou el cercle Città e Campagna (C&C), nascut el 1966-1967 entre estudiants universitaris i de batxillerat de Càller, que procedien de les zones rurals com Nuoro. Llurs discussions es dirigien a oposar-se al model d'industrialització proposat per a Sardenya pel govern italià, que C&C considerava estrany al teixit econòmic i social tradicional de l'illa, i que comportaria la destrucció de l'economia ramadera; aquesta tradició defensada marcaria la divisió entre C&C i l'esquerra comunista. Però no tenien una conceptuació clara de Sardenya com a nació ni elements d'etnicitat. Eliseo Spiga escriví el 1968 Sardegna: rivolto contra la colonizzazione, en què, influït per l'exemple cubà, interpretà el bandidisme sard com una forma primigènia de guerrilla revolucionària anticolonial inconscient al llarg de la història. Esperonats per aquestes teories, el 1968 sorgiren diversos grups clandestins independentistes units en un FNLS, partidari de la lluita armada, tot i que mai no la posaren en pràctica.

## Independentisme i lluita per la llengua (1972-1980)
Des del 1971, s'imposaria en el PSAZ la línia independentista, i es donaren passes vers una redefinició ideològica cap a l'esquerranisme anticolonial, que aspirava a representar tots els sectors socials víctimes de la colonització italiana. Fins i tot, intentaren posar en marxa un sindicat obrer, però amb resultats modestos. En el XVIII Congrés del 1976, s'escindí el Fruntene pro s'Indhipendhentzia de sa Sardinia (FIS), encara que la major part dels seus membres es reintegrarien en el PSAZ en els anys posteriors.	
A començaments dels 70, dels cercles culturals de C&C es formaria Su Populu Sardu- Muvimentu kontr’a su Colonialismu (SPS), fundat per estudiants fills d'emigrants sards a Roma, familiaritzats amb l'extrema esquerra italiana estudiantil de finals dels anys 60, i que contactaren amb estudiants palestins i persones relacionades amb ETA de Roma. Quan tornaren a Sardenya, entraren en contacte amb els antics C&C, amb la idea de formar un grup militant que barregés l'anticolonialisme amb el tercermundisme, el sardisme i l'aposta per la reconstrucció de la identitat cultural i lingüística de Sardenya, mitjançant el diari bilingüe Su Populu Sardu. La qüestió lingüística fou incorporada plenament al moviment sardista, en part per imitació del catalanisme, i en part per consciència d'amenaça a la llengua per la italianització accelerada de la dècada del 1960-70, ja denunciada el 1968 per Michelangelo Pira en Sardigna tra due lingue.
El 1971, amb la creació de l'Assoziu per sa Difensa de sa Limba e sa Cultura Sarda (ADLCS), esperonada per la resolució adoptada per la Universitat de Càller en què feia una crida a les autoritats nacionals i regionals a reconèixer i impulsar el sard com a llengua oficial de l'illa. A la mort de Simon Mossa el 1972, el MIRSA es fusionà amb el FRS i els grupuscles UDIS i LUNISS, per tal de reactivar el Fronte Nassionale de Liberassione de sa Sardigna (FLNS), d'inspiració etarra, amb la revista Sa Republica Sarda, la primera íntegrament en sard. El grup, però, tingué una existència efímera.
Pel maig del 1976, s'organitzà a Càller un Conveni sobre Cultura i Escola en la Identitat del Poble Sard, de la qual es constituí el grup Sardegna-Cultura, format per Antonello Satta, Eliseo Spiga, Giampiero Marras, el pintor Pinuccio Sciola, l'escriptora Maria Giacobbe (autora d'un estudi sardista sobre Grazia Deledda), Giuseppe Usai (economista i secretari dels federalistes sards), Antoniu Cossu (editor de la revista bilingüe La grotta della vipere), que el 1977 publicaria la revista Nazione Sarda, en una direcció culturalista i federalista a escala mediterrània (principalment amb Còrsega i els Països Catalans).
Després de la desfeta electoral del PSAZ en les eleccions regionals de Sardenya de 1979, fou nomenat secretari general del partit Mario Melis, qui va potenciar el programa nacionalista i a favor de la llengua, que va donar una important representació institucional del partit a les eleccions de 1984 i 1989, cosa que facilitaria l'adopció de lleis sobre la bandera i la llengua sarda en el Consell Regional de Sardenya.
Durant els anys 80, també es formaria el grup Sardinya e Libertade, fundat per activistes algueresos com Carles Secchi Ibba i exmembres del SPS com Anghelu Caria, Gavino Sale o Bustianu Cumpostu, que no s'havien sumat al PSAZ, i que juntament amb el FIS, presentà diverses propostes de llei per iniciativa popular de regionalització de les oposicions a funcionari, per a la limitació de la cacera i per a la constitució d'una companyia sarda de navegació.

## Dels anys 1990 ençà
La dècada dels 90 ha sorprès el PSAZ amb un estancament electoral al voltant del 5-6% i a la baixa, potser pel poc èxit de les demandes de més autogovern, malgrat la seva participació en el govern regional entre el 1984 i el 1989, i per les tensions internes entre nacionalistes i independentistes. El 1984, Anghelu Caria fundà el Partidu Indipendentista Sotzialista Libertariu, amb Bainzu Piliu, però poc després trencaren i fundà el Partitu Sardu Indipendentista. El 1994, Caria va fundar amb Bustianu Compustu el moviment Sardigna Natzione, que es va presentar a les eleccions regionals de Sardenya del 1994, però amb resultats molt discrets (el 2,7% i cap escó).
En les eleccions regionals del 1999, Bustianu Cumpostu va obtenir el 5,8% dels vots a president regional, més que el candidat del PSAZ. Això va forçar Sardigna Natzione a arribar a una aliança amb el PSAZ en les eleccions de 2004. Per aquest motiu, el 2002 Gavino Sale trencarà amb SN i fundarà un nou moviment, Indipendèntzia Repùbrica de Sardigna (IRS), que refusava qualsevol col·laboració amb partits no independentistes, i que ha participat en les manifestacions antiglobalització de Gènova i en els actes de grups independentistes corsos, bascs i catalans. Tanmateix, els resultats electorals d'ambdós grups han estat minsos, i en les eleccions regionals de Sardenya del 2009, mentre que el PSAZ formà part del Poble per la Llibertat, IRS va obtenir el 2,1% dels vots i es presentà en solitari.